# Bellmanskören

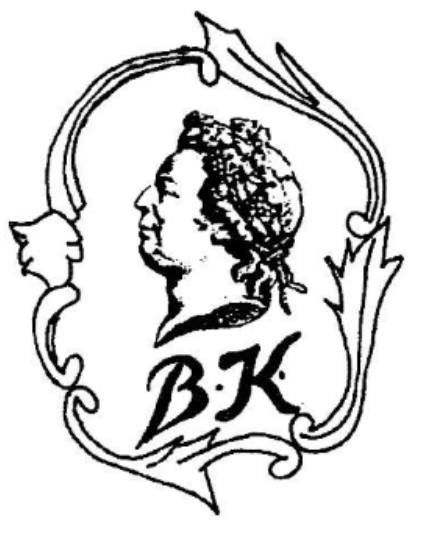
Bellmanskörens emblem

Bellmanskören konstituerades den 13 januari 1895 men namnet förekom redan 1891 i samband med Typografiska föreningens sångkörs sångarfärd till Köpenhamn. Kören förespeglades då att de "inte hade några utsikter att få folk i den danska huvudstaden ifall den uppträdde under arbetarenamn eller som typografer" varpå namnet Bellmanskören föreslogs. Vistelsen blev en stor framgång.  Påföljande sångarfärd till Köpenhamn 1894 presenterades kören därför endast som Bellmanskören vilket ledde till en dispyt med typografiska föreningens styrelse. Dåvarande dirigenten Erik Åkerberg avsattes varpå större delen av sångarna slutade och bildade Bellmanskören.
Kören har varit verksam in i modern tid, bland annat med en årlig konsert vid Bellmanskällan i samband med Bellmansdagen den 26 juni. 

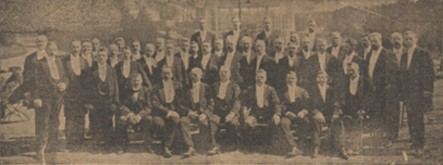
Bellmanskören, troligen 1911 i samband med 20-årsjubileet

## Dirigenter

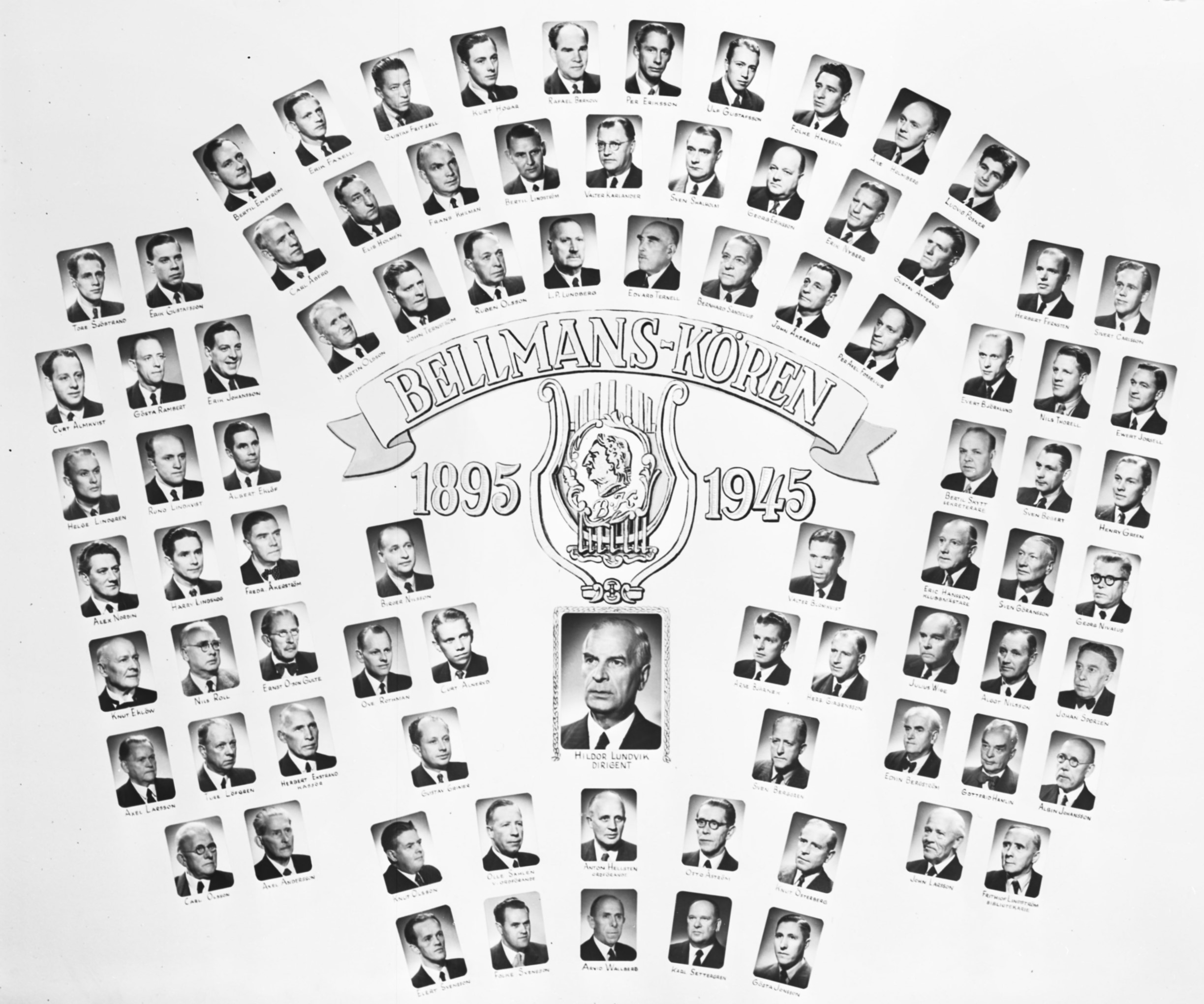
Bellmanskörens medlemmar 1895-1945 i samband med 50-årsjubileet.

- Erik Åkerberg 1895-1926

- Gösta Lundberg 1926-1930
- Hildor Lundvik 1930-1950
- Åke Malmfors 1950-1951
- Bengt Lindberg ?-?
- Olof Andersson ?-?
- Jenny Åkerman ?-?